# Relações entre Brunei e Vietnã
As relações entre Brunei e Vietnã foram estabelecidas em 1992. Brunei tem uma embaixada em Hanói, e o Vietnã tem uma embaixada em Bandar Seri Begawan. As relações entre os dois países sempre foram amistosas, especialmente no campo político.

## História
As relações entre os dois países foram estabelecidas desde 29 de fevereiro de 1992. Em 1998, Hassanal Bolkiah fez uma visita oficial ao Vietnã e, em 2001, o presidente Tran Duc Luong fez uma visita oficial a Brunei.

## Relações econômicas
Vários acordos, como o acordo sobre aviação, foram assinados pelos dois países. O volume de comércio bilateral atingiu cerca de 1,5 a 2 milhões de dólares por ano. Em 2005, o volume de comércio foi de 4,5 milhões de dólares. Até o final de junho de 2007, Brunei tinha 37 projetos de investimento no Vietnã com um capital total de 125,8 milhões de dólares, ocupando a 29ª posição entre 74 países e territórios que investem no Vietnã. Em 2012, Brunei ocupava a 12ª posição entre 94 investidores estrangeiros no Vietnã, com 48,5 bilhões de dólares investidos em 124 projetos. Brunei também concede anualmente a vietnamitas muitas bolsas de estudo para treinamento nas áreas de engenharia de petróleo e gás e cursos de inglês.

## Questões de segurança
Há também cooperação entre as duas marinhas de ambos os países para manter a paz, a estabilidade e a segurança marítima na região.